# Fourmilier chevelu
Rhegmatorhina melanosticta
Espèce
Synonymes
- Pithys melanosticta P.L. Sclater & Salvin, 1880 (protonyme)

Statut de conservation UICN

 LC  : Préoccupation mineure
Le Fourmilier chevelu (Rhegmatorhina melanosticta) est une espèce d'oiseaux de la famille des Thamnophilidae.

## Répartition
Cette espèce vit dans l'ouest de l'Amazonie, en Bolivie, Brézil, Colombie, en Équateur et au Pérou.

## Taxinomie
Selon la classification de référence du Congrès ornithologique international (version 7.3, 2017) et Alan P. Peterson, quatre sous-espèces sont distinguées :
- Rhegmatorhina melanosticta melanosticta (P.L. Sclater & Salvin, 1880)
- Rhegmatorhina melanosticta brunneiceps Chapman, 1928
- Rhegmatorhina melanosticta purusiana (E. Snethlage, 1908)
- Rhegmatorhina melanosticta badia J.T. Zimmer, 1932